# Marek Trončinský
Marek Trončinský (ur. 13 września 1988 we Uściu nad Łabą, zm. 22 maja 2021) – czeski hokeista, reprezentant Czech.

## Kariera klubowa
- HC Slovan Ústečtí Lvi U18 (2003-2004)
- HC Litvinov U18 (2004-2005)
- HC Kladno U20 (2005-2007)
- HC Kladno (2006-2010)
  -  BK Mladá Boleslav (2007)
  -  SK Horácká Slavia Třebíč (2008-2009)
  -  HC Slovan Ústečtí Lvi (2010)
- Bílí tygři Liberec (2010-2012)
  -  HC Benátky nad Jizerou (2011)
- Jugra Chanty-Mansyjsk (2012-2013)
- Slovan Bratysława (2013-2014)
- HC Oceláři Trzyniec (2014-2015)
- BK Mladá Boleslav (2014-2015, 2015-2017)
- HC Pardubice (2017-2018)
- HC Litvínov (2019)
- Sheffield Steelers (2019-2020)
- Gyergyói HK (2020-2021)

Wychowanek klubu Slovana Ústečtí Lvi. Od maja 2012 zawodnik rosyjskiego klubu Jugra Chanty-Mansyjsk w lidze KHL. 23 grudnia 2013 opuścił klub i przeniósł się do słowackiego Slovana Bratysława. Od 12 stycznia 2014 zawodnik Oceláři Trzyniec. W sezonie 2014/2015 tymczasowo zawodnik BK Mladá Boleslav, a od czerwca na stałe w tym klubie. W klubie pozostawał do końca kwietnia 2017. Od maja 2017 do listopada zawodnik HC Pardubice. W styczniu 2019 trafił do HC Litvínov na wypożyczenie. W połowie 2019 został zwolniony z Pardubic. Od października 2019 był zawodnikiem angielskiego zespołu Sheffield Steelers. Pod koniec października 2020 został graczem węgierskiej drużyny Gyergyói HK. Po sezonie 2020/2021 odszedł z tego klubu.

## Sukcesy i nagrody
Klubowe
- Złoty medal mistrzostw Czech do lat 20: 2006 z HC Kladno U20
- Srebrny medal mistrzostw Czech: 2015 z Oceláři Trzyniec
- Challenge Cup: 2020 z Sheffield Steelers

Indywidualne
- Ekstraliga czeska w hokeju na lodzie (2011/2012):
  - Pierwsze miejsce w klasyfikacji asystentów wśród obrońców w sezonie zasadniczym: 23 asysty
  - Pierwsze miejsce w klasyfikacji kanadyjskiej wśród obrońców w sezonie zasadniczym: 28 punktów